# One Second
One Second é o sexto álbum de estúdio da banda Paradise Lost, lançado em 1997. Em 2020, a revista Metal Hammer o elegeu como um dos 20 melhores álbuns de metal de 1997.

## Faixas
Todas as faixas escritas por Nick Holmes e Gregor MacKintosh.
1. "One Second" - 3:32
2. "Say Just Words" - 4:02
3. "Lydia" - 3:32
4. "Mercy" - 4:24
5. "Soul Courageous" - 3:01
6. "Another Day" - 4:44
7. "The Sufferer" - 4:29
8. "This Cold Life" - 4:21
9. "Blood of Another" - 4:00
10. "Disappear" - 4:29
11. "Sane" - 4:00
12. "Take Me Down" - 6:25
13. "I Despair" – 3:54

## Créditos
- Nick Holmes – Vocal
- Gregor Mackintosh – Guitarra
- Aaron Aedy – Guitarra
- Steve Edmondson – Baixo
- Lee Morris – Bateria

## Desempenho nas paradas
| Parada musical (1997)                 | Posição de pico |
| ------------------------------------- | --------------- |
| Áustria (Ö3 Austria Top 40)           | 10              |
| Bélgica (Ultratop Valônia)            | 44              |
| Países Baixos (Dutch Charts)          | 39              |
| Finlândia (Suomen virallinen lista)   | 7               |
| França (SNEP)                         | 21              |
| Alemanha (Offizielle Deutsche Charts) | 8               |
| Noruega (VG-lista)                    | 25              |
| Suécia (Sverigetopplistan)            | 5               |
| Suíça (Schweizer Hitparade)           | 40              |
| Reino Unido (Official Albums Chart)   | 31              |